# Кримінальні справи щодо Юлії Тимошенко з 2010 року

Мітингувальники біля Печерського районного суду міста Києва

Кримінальні справи щодо Юлії Тимошенко з 2010 року — низка кримінальних справ, порушених з травня 2010 року проти колишнього прем'єр-міністра України, лідера «об'єднаної опозиції» Юлії Тимошенко. У всіх цих справах генеральна прокуратура України не звинувачує Тимошенко в «розкраданні або присвоєнні коштів» (в основному справи базуються на звинуваченні в «перевищенні службових повноважень»).

## Передісторія: кримінальні справи стосовно Ю. Тимошенко до 2010 року
Кримінальні справи проти Юлії Тимошенко (у період до 2010 року) були заведені:
- У 2001 році (перед парламентськими виборами 2002 року): у січні — в Україні;[1] в серпні 2001 — в Росії.[1]
- У 2004 році (перед президентськими виборами 2004 року): у травні — в Україні; в вересні (15.9.2004) — в Росії.[1]

Стосувалися ці справи «діяльності ЄЕСУ в 1996—1997 роках». В Україні ці «справи ЄЕСУ» були закриті на початку 2005 року; в Росії — в грудні 2005 року (у зв'язку з закінченням терміну давності).
У період після 2005 і до травня 2010 (в роки правління президента Ющенка) — проти Ю. Тимошенко не було порушено нових кримінальних справ.

## Найбільш резонансні «кримінальні справи проти Тимошенко в 2010—2011 роках»
Дві резонансні справи (про «Кіотські гроші» та «автомобілі сільської медицини») порушено за результатами аудиту «другого уряду Тимошенко (2007—2010)»; аудит проводила [недоступне посилання з 25 грудня 2021][недоступне посилання з 25 грудня 2021] нова влада В. Януковича (до проведення аудиту були залучені дві юридичні фірми зі США; посольство США відмежувалося від цих фірм).
Найважливішою є справа «по газовому договору з Росією від 19.1.2009 року». 11 жовтня 2011 року Ю. Тимошенко була засуджена на 7 років у «справі газового договору з Росією», позиція МЗС Росії з цієї справи: «Усі газові угоди 2009 року укладалися в суворій відповідності з національним законодавством двох держав». Блок Юлії Тимошенко та інші опозиційні партії вважають цю справу політичним переслідуванням лідера опозиції; офіційні представники країн Заходу заявили, що вирок Тимошенко є несправедливим та політично вмотивованим.

## Заява Азарова про збитки державі у розмірі 100млрд гривень
28 квітня 2010 прем'єр-міністр України М. Я. Азаров заявив, що дії уряду Тимошенко завдали збитків державі на 100 млрд гривень, у зв'язку з чим Тимошенко і посадові особи мають понести кримінальну відповідальність .

## Поновлення у травні 2010 року кримінальної справи 2004 року про звільнення свекра
12 травня 2010 року була відновлена «кримінальна справа 2004 року» проти екс-прем'єра Юлії Тимошенко (справа закрита ще у 2004 році при президенті Кучмі), за яким Ю. Тимошенко інкримінували «спробу дачі хабаря з метою звільнення її свекра» (саме «спробу», а не «факт хабаря»). 17 травня 2010 року Тимошенко вперше викликали до генпрокуратури (за містичним збігом, цього дня на президента Януковича впав вінок).
Суть зазначеної справи така: у червні 2004 року (перед президентськими виборами) телебачення України показало відео, «компромат на Ю. В. Тимошенко»: Ю. В. Тимошенко (з охоронцем) присутня в офісі якогось юриста (саме цей юрист зробив відеозапис), який обіцяв домогтися щодо перегляду справи «свекра Ю. Тимошенко». Тимошенко квапила юриста і обурювалася, що він узяв велику суму грошей, але нічого не зробив. Гострота проблеми полягала в тому, що свекор, будучи в ув'язненні, переніс мікро-інсульт. Саме на підставі цього відео-запису — в травні 2004 року проти Тимошенко було порушено кримінальну справу за ч. 2 ст. 15 і ч. 1 ст. 369 Кримінального кодексу Україні — Тимошенко інкримінували «спробу дачі хабаря» з метою впливу на рішення суду і звільнення з-під варти «співробітників ЄЕСУ» — Геннадія Тимошенка (свекор Ю. Тимошенко) та Антоніни Болюри (бухгалтер ЄЕСУ).
Свекор Ю. Тимошенко — Геннадій Тимошенко — помер в травні 2012 року. Ю. Тимошенко знаходилася на той час в ув'язненні, й їй не дали можливості бути присутній на похованні цієї людини, яку Ю. Тимошенко називала «батько».

### Карні справи проти родичів Юлії Тимошенко
Восени 2011 року прокуратура відновила кримінальну справу вже проти самого Геннадія Тимошенко щодо ЄЕСУ (1997 рік), хоча він тяжко хворів, а кримінальна справа проти нього  була закрита ще в 2005 році. Геннадій Тимошенко помер 24 травня 2012 року, у віці 75 років.
Чоловік Юлії Тимошенко — Олександр Геннадійович Тимошенко — з січня 2012 року отримав політичний притулок в Чехії. Він неодноразово закликав Віктора Януковича негайно звільнити його дружину у зв'язку з рішенням Європейського суду з прав людини.
Олександр Тимошенко був одним із організаторів Євромайдану у Празі.  та створив Міжнародне громадське об"єднання «Батьківщина».
24 лютого 2014 року Олександр Тимошенко повернувся в Україну.

## Кримінальні справи про «кіотські гроші» та «автомобілі сільської медицини»

### Аудит КРУ Мінфіну та американської компанії «Trout Cacheris, PLLC» (на замовлення уряду Азарова)
5 травня 2010 «Кабмін Азарова» ухвалив рішення про залучення компанії «Trout Cacheris, PLLC (Вашингтон)» до проведення аудиту «Кабміну Тимошенко» за 2007—2010 роки (як субпідрядники виступали ще дві фірми: «Akim Gump» та агентство розслідувань «Kroll Inc.»), за аудит цій компанії планувалося заплатити близько 10 млн дол.
15 жовтня 2010 року (після скасування Конституції України 1 жовтня, і до місцевих виборів 31 жовтня) уряд Азарова (Контрольно-ревізійне управління Мінфіну) закінчив аудит «Другого уряду Тимошенко». До аудиту були підключені дві фірми з США «Trout Cacheris» та «Akin Gump» (посольство США відмежувалася від цих фірм). Після закінчення аудиту, «КРУ Мінфіну України» оголосило про 43 млрд грн. «зловживань». Однак через місяць сума скоротилася в 15 разів, і виявилася не «розкраданнями», а перерахованими в «Пенсійний фонд Україна» коштами (320 млн євро), які були отримані від продажу Японії «квоти на викид парникових газів». Отримання цих грошей «уряд Тимошенко» вважав своєю заслугою, оскільки «продаж квоти на викид парникових газів» — був здійснений в Україні вперше, і тим більше в «рік світової економічної кризи».
Було виявлено два головних порушення, на підставі яких проти Тимошенко були відкриті дві кримінальні справи: 

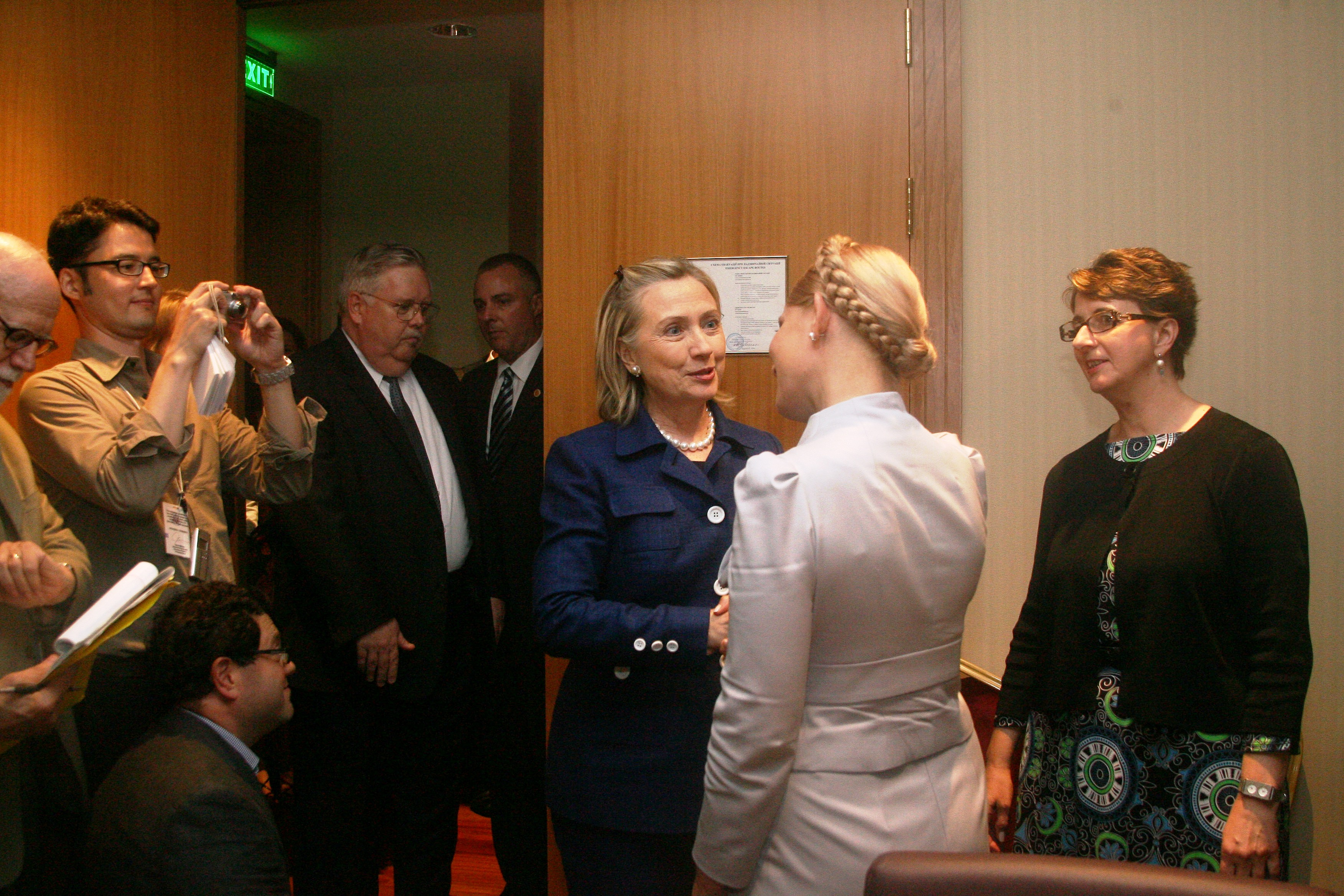
Зустріч Ю. Тимошенко і держсекретаря США Гілларі Клінтон (Київ, 2.6.2010)

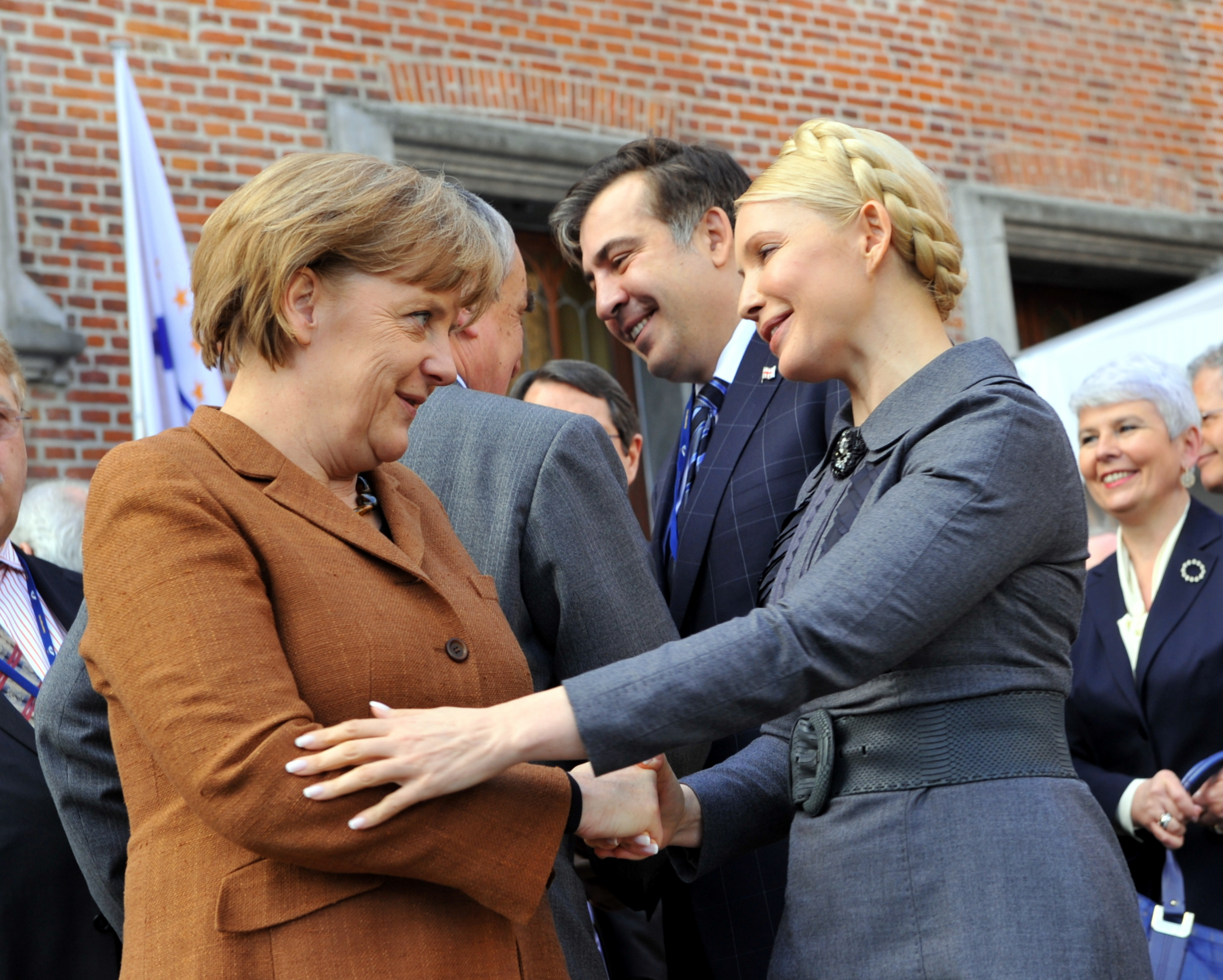
Юлія Тимошенко і канцлер ФРН Ангела Меркель (на саміті «Європейської народної партії» Брюссель, 24.3.2011. Тимошенко отримала змогу приїхати на цей саміт — завдяки заяві сенатора Джона Маккейна і лідера ЄНП Вільфріда Мартенса.

1) 2 грудня 2010 Юлію Тимошенко вперше викликали на допит в генпрокуратуру України щодо «кіотських грошей». 21 грудня статус Тимошенко було змінено з підозрюваної на обвинувачену. Генпрокуратура висунула звинувачення за ч. 3 ст. 365 КК України (перевищення влади, яке спричинило тяжкі наслідки). Тимошенко звинуватили в тому, що „320 млн євро, які Україна вперше отримала від «продажу квоти на викид парникових газів»“ (квота продана Японії у рамках Кіотського протоколу) були направлені в «Пенсійний фонд України» (в кризовому 2009 році), а не на висадку лісів (як вимагає «Кіотський протокол»)..
30 грудня генпрокуратура допитувала Тимошенко протягом 12 годин (з 12:00 до 24:00).
2) 27 січня 2011 відкрито справу про «закупівлю однієї тисячі автомобілів  Опель Комбо» для потреб сільської медицини наприкінці 2009 року (Тимошенко звинуватили в тому, що закупівлю цих машин не передбачав держбюджету 2009 року). Машини були поставлені з Австрії в кредит, з оплатою в 2010 році, за ціною 12.5 тис. євро (ціна відповідала ринковій). Тимошенко було пред'явлено звинувачення за ч. 3 ст. 365, ч. 2 ст. 364, ч. 2 ст. 210 Кримінального кодексу України («перевищення службових повноважень», «порушення бюджетного законодавства», «зловживання службовим становищем, що призвело до тяжких наслідків»).
У цих справах — генпрокуратура не звинувачує Ю. В. Тимошенко в розкраданні грошей або заподіянні шкоди, базою звинувачення є нецільове використання коштів.
7 серпня 2014 голова Державної казначейської служби Тетяна Слюз підтвердила, що уряд Тимошенко ніколи не витрачав «кіотських грошей», вони знаходилися на спецрахунках і у 2010 були передані уряду Януковича.
Стосовно придбання автомобілів «Опель-Комбо», «Covington & Burling» та «BDO USA» встановили, що всі операції були цілком законними і прозорими.

#### Підписка про невиїзд. Перебування Тимошенко 24-26 березня 2011 року в Брюсселі
15 грудня 2010 року Генпрокуратура України обрала як запобіжний захід щодо Тимошенко «підписку про невиїзд». Але Тимошенко все-ж-таки виїздила з України в Брюссель на кілька днів (24-26 березня 2011) на саміт Європейської народної партії (на особисте запрошення лідера ЄНП Вільфреда Мартенса та сенатора США Джона МакКейна), де зустрілася з провідними політиками Європи, зокрема, з канцлером Ангелою Меркель та президентом Саркозі.

### «BBC: Відомі юристи проти невідомих аудиторів» (17 червня 2011)
17 червня 2011 у Вашингтоні була проведена прес-конференція (див. на Youtube ) авторитетної американської юридичної фірми «Covington & Burling» і великої аудиторської компанії «BDO USA» (яка має філії в понад ста країнах світу) до яких Юлія Тимошенко та її партія «Батьківщина» — звернулися з проханням вивчити обґрунтованість звинувачень, висунутих проти неї, а також обґрунтованість доповіді, яка була замовлена Урядом Азарова і підготовленого американськими юридичними фірмами «Trout Cacheris» і «Akin Gump» (їх доповідь була представлений 14 жовтня 2010 і послужила основою подальших звинувачень проти Юлії Тимошенко).
На зазначеній прес-конференції, юристи оголосили про такі висновки :
- „Розділи про «Кіотські гроші» і «автомобілі Опель Комбо»… не варті паперу на якому вони надруковані … У цей час — звинувачення проти колишнього прем'єр-міністра (Тимошенко) виглядають політичними за своєю природою, оскільки не існує фактів які б їх підтверджували… Висновки: Встановлені нами факти дозволяють захиститися від цих звинувачень в українському суді, чи іншому міжнародному суді, якщо справедливий судовий розгляд не буде можливий в Україні“.[29]
- «Обмежена кількість документів, які ми проаналізували, показує, що угоду між австрійською фірмою Vamed і Укрмедпостач було укладено без будь-яких посередників. Ціна, сплачена за автомобіль Opel не перевищувала ринкову», — стверджує «Covington & Burling».[3]

Після цієї прес-конференції, зазначені справи про «Кіотські гроші» та «автомобілі сільської медицини» — були призупинені генпрокуратурою України.

### Оцінка «справ проти Тимошенко» в США на конференції «Майбутнє України: виклики та наслідки влади в Україні»
Загальну оцінку цьому комплексу кримінальних справ дав Девід Крамер (виконавчий директор FreedomHouse) на конференції «Майбутнє України: виклики та наслідки влади в Україні» (конференція пройшла 7 липня 2011 в Вашингтоні, організована «Інститутом міжнародної економіки Пітерсона», «Центром США і Європи інституту Брукінгса», «Атлантичною Радою») :
- «Цим розслідуванням більше не можна довіряти. Це просто звинувачення, висунуті одне за іншим проти Юлії Тимошенко, поки нарешті щось не вийде… Я звертаюся до своїх колег з українського уряду, які присутні тут. Коли ви повернетеся назад, або будете доповідати вашому уряду, скажіть їм, щоб вони зупинилися. Це — ганебно!»[30]

## Кримінальна справа щодо «газових угод з Росією в 2009 році»
17 березня 2011, за ініціативою «Партії регіонів», в Верховній Раді була створена «Тимчасова слідча комісія Верховної Ради з розслідування обставин підписання в 2009 році газових угод між НАК» Нафтогаз України «і ВАТ» Газпром“". БЮТ відмовився брати участь у роботі цієї комісії, вважаючи її політичним замовленням. Представники «Партії регіонів» заявили, що комісія буде шукати «ознаки державної зради в сфері економічної безпеки України» при підписанні газових контрактів з Росією в 2009 році.
11 квітня 2011 голова зазначеної слідчої комісії регіоналка І. Богословська заявила: «Сьогодні ми надаємо звіт про перший етап роботи ТСК … Тимошенко підробила директиви газових угод» на переговорах з Росією.
У той же день, 11 квітня 2011, заступник генерального прокурора України Ренат Кузьмін заявив, що проти Ю. Тимошенко порушено чергову кримінальну справу — «за перевищення влади і службових повноважень при укладанні газових угод з Росією в 2009 році». Тимошенко підозрюється в нанесенні шкоди в розмірі 1,5 мільярда гривен. Політики з провладної Партії регіонів звинуватили Тимошенко у «зраді національних інтересів України» та змові на користь Росії при підписанні газових контрактів у Москві 19 січня 2009, під час «газового конфлікту в січні 2009 року». Регіонали заявили, що Тимошенко підписала з Росією «кабальні для України угоди»; аналогічні заяви робив власник РосУкрЕнерго Д. Фірташ і екс-президент Ющенко, що був заступником РосУкрЕнерго.

### Текст звинувачення у «газовій справі-2009»
24 червня 2011 генпрокуратура Україна пред'явила Ю. Тимошенко «Постанова про притягнення як обвинуваченої» з газового справі-2009 (за частиною 3 статті 365 Кримінального кодексу України «Перевищення влади або службових повноважень, що спричинило тяжкі наслідки», санкція за якою становить від семи до десяти років позбавлення волі): 

— „Прем'єр-міністр України Тимошенко Ю. В., діючи умисно, в особистих інтересах, усвідомлюючи безпідставність і необґрунтованість вимог російської сторони на переговорах за її участі та участі керівництва Уряду Російської Федерації, ВАТ «Газпром» і НАК «Нафтогаз України»… вирішила погодитися на зазначені невигідні для України умови“ (із «Постанови Генпрокуратури України про притягнення Тимошенко як обвинуваченої». С. 5. 24.6.2011).

### Допит свідків, з 26.7.2011
Як свідків у «газовій справі» було залучено десятки колишніх міністрів та відомих політиків.
Станом на 26 липня 2011 було заплановано допитати 38 свідків зі «сторони обвинувачення». Суддя Кірєєв із заявлених захистом «31 свідка з боку Тимошенко» допустив до процесу лише двох: Олександра Турчинова, і Михайла Ливинського. Проте навіть «свідки звинувачення» в основному свідчили на користь Тимошенко, у зв'язку з чим Тимошенко написала в Твіттері: „Кірєєву… заборонили викликати наших свідків, йому і за «їхніх» (свідків з боку обвинувачення) влетіло“..
26 липня 2011, у зв'язку з початком допиту свідків — була припинена пряма телетрансляція із залу суду.

#### Свідчення щодо ролі Ющенка
Треба зазначити, що на судовому процесі проти Тимошенко — майже всі свідки (зокрема, Олег Дубина, Олександр Турчинов) вказували, що саме президент Ющенко зруйнував домовлену «урядом Тимошенко» ціну в 235 дол. за тисячу м³ газу на 2009 рік; тим, що відкликав голову Нафтогазу Дубину (хоча Ющенко не мав права відкликати Дубину). В день допиту Ющенка (17.8.2011) російські ЗМІ оприлюднили коментар «представника Кремля», який заявив, що «Ющенко обманює свій суд… в телефонних розмовах з Медведєвим, Ющенко прямо заявляв, що він повністю довіряє Юлії Тимошенко, що вона володіє всіма необхідними повноваженнями, і що він підтримує досягнуті з Росією угоди».

#### Свідчення екс-голови «Нафтогазу» Олега Дубини. 29.7.2011
Важливим моментом у свідченнях О. Дубини (екс-керівник «Нафтогазу») стало підтвердження того, що «Договір від 19.1.2009» складено так, що Україна може в будь-який момент розірвати його без будь-яких «штрафних санкцій з боку Росії»:
- „На питання Тимошенко, чи може Україна розірвати контракт в будь-який момент без штрафних санкцій, Дубина відповів ствердно. «За недобір за контрактом у нас передбачені штрафні санкції, а що стосується самого контракту, я точно не пам'ятаю, але мені здається, що так»“.[44]

Це свідчення важливе, оскільки Тимошенко часто відповідає на звинувачення щодо договору : якщо договір поганий, то розривається й укладайте свій, адже штрафи за розірвання не передбачені.
Під час попереднього слідства (ще до відкриття «газової справи-2009 проти Тимошенко») О. Дубина сказав (на допиті в лютому 2011 року): «Виходячи з думки фахівців і досвіду, я вважаю, що за рахунок газу, який був у сховищах, можна було протримати країну до кінця лютого 2009 року, взагалі не купуючи газ у Росії. Таким чином, з урахуванням позиції Європи, можна було спробувати переконати Росію піти на поступки».
Аналогічну думку на допиті (до суду) озвучив також тодішній керівник «Укртрансгазу» Ярослав Марчук: «На 1 січня 2009 року в підземних газосховищах зберігалося близько 14 мільярдів кубометрів газу, що були власністю Нафтогазу. Середній добовий відбір газу з підземних сховищ в першому кварталі склав трохи більше 100 мільйонів кубометрів, з огляду на це — наявного у Нафтогаза газу повинно було вистачити на два-три місяці».
Але в суді, на очній ставці з Тимошенко — О. Дубина кардинально змінив свої показання, перейшов на позиції Тимошенко: «Я вважаю, що газова система була на межі фолу, у передаварійному стані».
Щодо підписання договорів О. Дубина повідомив: 

— Що не підписав би «газові угоди», якби знав, що вони не затверджені на Кабміні. За його словами, він не міг зателефонувати до Києва і дізнатися про ситуацію (і не міг дізнатися від інших учасників делегації), а Тимошенко нібито сказала йому, що 19.1.2009 «її власні директиви» були додатково затверджені на Кабміні.

— О. Дубина повідомив, що «31 грудня 2008 року була досягнута попередня домовленість про купівлю російського газу на 2009 рік за ціною 235 доларів за 1000 м³ загальним обсягом 42 млрд м³ при ставці транзиту 1,8 долара за 1000 м³ на 100 км прокачки газу. Однак, президент Віктор Ющенко заборонив підписувати такі умови, вважаючи їх невигідними». 

— Також Дубина свідчив, що Україна не використовувала російський газ з 1 по 4 січня 2009 року; з 4 січня Росія повністю перекрила поставки газу; а відновила постачання газу тільки 20 січня з ранку (після підписання контрактів між НАК «Нафтогаз» і «Газпромом»).

— Він відзначив, що у нього склалося враження під час переговорів, що Росія свідомо почала пропонувати нереально високі ціни на газ на початку січня для того, щоб переговорний процес з економічної площини перевести в політичну.
Також Олег Дубина відповів на важливі питання про роль Ющенка: 

— На запитання Тимошенко про зв'язки Ющенка і РосУкрЕнерго, Дубина відповів: «Я вважаю, що Віктор Андрійович швидше підтримував, аніж ні, компанію РосУкрЕнерго». На уточнююче запитання судді, звідки йому про це відомо, Дубина відповів: «Я зустрічався з представниками РУЕ в кабінеті Віктора Андрійовича Ющенка, і ці висновки роблю з особистих спостережень».

— На запитання Тимошенко: «Чи правда, що Ющенко відкликав його з переговорів у Москві, щоб залишити РУЕ в посередницьких схемах поставок газу?». Дубина відповів: «Ющенко відкликав мене з переговорів, але директиви президента вказували на те, що треба перейти на прямі відносини».

#### Диковицький (представник «Нафтогазу»): у 2009 не було збитків від «технічного газу». 26.7.2011
26 липня 2011 свідчення давав Ярослав Диковицький (заступник керівника Департаменту економічного планування і бюджетних розрахунків «Нафтогазу»). Він входив до робочої групи, яка за наказом прем'єра Азарова проводила комісійну перевірку «фінансово-господарської діяльності Нафтогазу за період 2008—2009 років»; саме на базі висновків цієї групи — прокуратура пред'явила Тимошенко обвинувачення в тому, що в результаті «газових договорів з Росією» ціна «технічного газу для потреб транзиту» збільшилася з 179,5 до 232,9 доларів за тисячу кубометрів, що спричинило збитки (за 2009 рік) на 194 млн дол.
У суді Диковицький повинен був підтвердити, що розрахунки робочої групи вірні. Однак, Диковицький підтвердив позицію Тимошенко: 

— „Згідно з рішенням правління Нафтогазу, для транзиту російського газу були спрямовані ресурси, отримані з підземних сховищ за ціною 153,9 долара. За такою ціною газ був проданий «Укртрансгазу», — визнав Диковицький“. „За словами Диковицького, «технологічний газ» повинен був бути дешевим, оскільки Тимошенко і Путін домовилися не підвищувати ставку транзиту для Росії“.
Прокурор спробував виправити ситуацію, і задав Диковицькому запитання: „Якщо взяти середню ціну з урахуванням газу «РосУкрЕнерго», то такі збитки будуть чи ні?“ Диковицький відповів: «Якщо врахувати газ по 153,9 долара, то при реалізації цього газу таких збитків не було б». Слова Диковицького стали сенсацією; прокурор спробував сформулювати питання по-іншому, але отримав ту саму відповідь.

#### Свідчення екс-міністра закордонних справ Огризка, 4.8.2011
Екс-міністр закордонних справ Володимир Огризко (був призначений на посаду за квотою Ющенка) заявив, що якби Кабмін затвердив «газові директиви» на засіданні 19.1.2009, то були б порушені мінімум дві правові норми. «При цьому він підкреслив, що прем'єр-міністр мала право самостійно приймати такі директиви».

#### Нагребельний, експерт Інституту держави і права ім. Корецького. 15.8.2011
«Інститут держави і права ім. Корецького» є експертною організацією в Україні; цей інститут Генпрокуратура Україна залучила до процесу над Тимошенко як експерта ще на стадії розслідування «газової справи».
15 серпня 2011 заступник директора «Інституту держави і права ім. Корецького» Володимир Нагребельний дав у суді експертний висновок, що Тимошенко не перевищувала повноважень «на газових переговорах з Росією» :
- «Газові директиви» екс-прем'єра Юлії Тимошенко «не виходили за рамки її повноважень»;[49]
- „Інститут держави і права — розцінює газові директиви Юлії Тимошенко як «спосіб реалізації її повноважень»“.[50]

Нагребельний заявив, що згідно з законом «Про Кабінет міністрів», прем'єр-міністр для реалізації повноважень має право давати «доручення, обов'язкові для виконання». За словами Нагребельного, „в українському законодавстві чітко не визначено поняття «директиви», але цей термін в енциклопедії має близько 10 синонімів, серед них і «доручення»“.
Нагребельний підкреслив, що Тимошенко не давала директив «Нафтогазу» на підписання контрактів, а давала вказівки тільки на переговори, на що мала право.
Нагребельний також пояснив, що не вважає «директиви Тимошенко» перевищенням повноважень або втручанням у діяльність Нафтогазу: „Якби прем'єр-міністр давав вказівки, скажімо, приватному акціонерному товариству «Житомирська панчішна фабрика», це було б втручанням в господарську діяльність і кваліфікувалося б як перевищення повноважень. Проте «Нафтогаз» це особливий суб'єкт господарювання, який перебуває у сфері управління Кабінету міністрів““.
Парадокс ситуації в тому, що Тимошенко і без «затвердження урядом» могла давати Мінпаливенерго (і через нього Нафтогазу) власні «доручення прем'єр-міністра» — єдине, вона не мала права називати їх «директивами уряду». Однак, слід визнати, що переданий Дубині документ ніде не містить словосполучення «директиви уряду», а названий «директиви» за підписом прем'єр-міністра.

#### Свідчення екс-президента Ющенка. 17.8.2011
17 серпня 2011 свідчив екс-президент Ющенко. Екс-прем'єр Тимошенко відмовилася ставити питання Ющенку. При від'їзді Ющенка з суду — прихильники Тимошенко закидали його автомобіль сотнею яєць. А також скандували «ганьба!» протягом виступу Ющенка в суді, і під час його від'їзду. Один з прихильників Тимошенко в залі суду обізвав Ющенка «ублюдком», і був видалений із зали суду.
Ющенко заявив, що Тимошенко діяла проти інтересів України, бо хотіла, щоб її сприймали як «рятівницю» в жорстокій газовій суперечці з Росією. Іноземна преса відзначила, що «Ющенко свідчив проти Тимошенко».
«Джерело в Кремлі» (буквально через кілька годин після допиту) висловилося, що стосовно газових договорів «Ющенко обманює свій суд,… в телефонних розмовах з Медведєвим, Ющенко прямо заявляв, що він повністю довіряє Юлії Тимошенко, вона володіє всіма необхідними повноваженнями, і що він підтримає досягнуті з Росією угоди».

#### Свідчення прем'єр-міністра Азарова (5.8.2011) і міністра Бойка (16.8.2011)
Явно проти Тимошенко свідчили прем'єр-міністр Азаров і колишній міністр Мінпаливенерго Юрій Бойко.
5 серпня 2011 в суді свідчив колишній прем'єр-міністр Азаров. Він заявив, що газова угода було «абсолютно не вигідним для України» і можна було домогтися кращого контракту: «Тому ми почали шукати механізм перегляду угоди».
Після свідчень Азарова (які відбувалися в атмосфері перепалки з Тимошенко) — суд (на вимогу прокуратури) заарештував Тимошенко за те, що вона нібито «перешкоджала допиту свідків».
16 серпня 2011 давав показання міністр Мінпаливенерго Юрій Бойко. Він сказав, що газові контракт «вкрай невигідні для України». Бойко стверджує, що Тимошенко підписала ці контракти — під тиском «боргів ЄЕСУ 1997 року»: «Я вважаю, що це було пов'язано з наявністю заборгованості корпорації ЄЕСУ, до якої мала відношення Тимошенко. Саме ця обставина стала причиною».
Екс-прем'єр та її захист неодноразово задавали питання Бойку: чи знає він Фірташа, чи має відношення до РосУкрЕнерго, чи отримував Бойко довіреність від Фірташа на розпорядження його майном. Проте суддя (на прохання прокурорів) відхилив ці питання. Все ж Бойко сказав: «Я не маю ніякого відношення до співзасновників РосУкрЕнерго».

Але українська преса пише, що вже видані навіть книги з економіки (у Польщі, Словаччині, Норвегії, Україні, в 2008—2011 роках), які описують історію РосУкрЕнерго, і пишуть, що Юрій Бойко (будучи главою «Нафтогазу» і заступником міністра по паливно-енергетичному комплексу, в 2004 році) став власником приватної компанії «CentraGas», яка, разом з Газпромом (по 50%), стала співзасновником РосУкрЕнерго. Ю. Тимошенко пред'явила суду «протокол засідання правління НАК Нафтогаз від 19 жовтня 2004 року, яким правління офіційно делегує Юрія Бойка в РУЕ». Тимошенко нагадала, що «заняття бізнесом на держслужбі» підпадає під закон про корупцію.

#### Свідчення Бородіна (Департамент газової промисловості Мінпаливенерго). 28.7.2011
28 липня 2010 давав свідчення наступний свідок звинувачення Костянтин Бородін — колишній прес-секратер Юрія Бойка (має тільки філологічну освіту); а на момент свідчень, займав посаду в. о. директора «Департаменту газової, нафтової та нафтопереробної промисловості Мінпаливенерго» (тобто завідував нафто-газовим комплексом України).)
Бородін попросив скрізь у його показаннях (у «газовій справі») використовувати термін «надлишкові витрати Нафтогазу», а не «збитки». Бородін заявив, що через «газові угоді» Україна зазнала «надлишкових витрат».
Тимошенко запитала: чи вважає він, що „можна вважати «збитками для держави» такі ж витрати внаслідок підвищення цін на газ з 2006 по 2010 роки“. Бородін не зміг відповісти.

#### «Комісійна довідка з окремих питань фінансово-господарської діяльності НАК Нафтогаз за 2008—2009 роки»
Бородін є одним з тих, хто підписав «Комісійну довідку з окремих питань фінансово-господарської діяльності НАК Нафтогаз за 2008—2009 рік». Саме в цьому документі пораховані «збитки 194 600 000 дол» у «газовій справі». Бородін повідомив, що він був присутній лише на одному засіданні цієї комісії, яке тривало більше двох годин; комісією керувала екс-глава Контрольно-ревізійного управління Мінфіну Наталя Рубан. При цьому Бородін не зміг пояснити, на яких підставах Рубан головувала на засіданні, якщо вона не була членом комісії.
Слід зазначити, що Рубан, яка керувала комісією, була звільнена зі своєї посади 18.7.2011 (тобто під час суду над Тимошенко); нових призначень не отримала. Захист Тимошенко клопотав про виклик Рубан в суд, але суд відмовив. Можна додати, що Рубан до недавнього часу була активно залучена до перевірки гос-структур 2008—2009 років; зокрема, в листопаді-2010 Рубан (згідно з результатами перевірок КРУ) заявляла про «28 млрд грн.» (3,66 млрд дол.) втрат матеріальних і фінансових ресурсів (у тому числі при проведенні Нацбанком рекапіталізації банків — застави на 15 млрд грн.).
В суді так й не була проаналізована достовірність «Комісійної довідки з окремих питань фінансово-господарської діяльності НАК Нафтогаз за 2008—2009 рік», на якій побудоване все звинувачення Тимошенко. Ярослав Диковицький, який підписав цю Довідку, на суді повністю заперечив її висновки; Костянтин Бородін, заявив, що він «лише дві години був присутній на засіданні групи»; а керівник КРУ Наталя Рубан, яка неформально керувала групою — звільнена (саме в час суду), й суддя відмовив у клопотанні захисту про виклик Рубан в суд.
Натомість, Ю. Тимошенко ще з початку суду заявляла, що ця «Довідка» тому не має авторів, бо написана всупереч реальному стану справ. Замість цієї коротенької «Довідки» на кількох сторінках — захист Тимошенко базувався на „аудиторському звіті компанії «Ernst & Young» щодо діяльності Нафтогазу в 2009 році“ та на „Контракті між «Нафтогазом» і «Укртрансгазом» про закупівлю технічного газу в 2009 році“.

#### Свідчення колишнього прем'єр-міністра Юлії Тимошенко. 18.8.2011
Під час суду Ю. Тимошенко неодноразово нагадувала, що це саме за її ініціативою, її уряд вперше в історії України — створив «стратегічні запаси природного газу (14 млрд куб м)» в газосховищах на Заході України, що й дозволило без зупинки виробництв — пережити «газову кризу січня 2009 року», коли Росія на 20 діб припинила газопостачання України та Європи.
18 серпня 2011 суд зажадав, щоб Ю. Тимошенко дала свідчення по справі. Але Тимошенко заявила, що буде свідчити тільки після того як суд долучить до справи «документи, які є визначальними щодо цієї справи», і які свідчать про фальсифікацію цієї справи проти неї: 

— Контракт між «Нафтогазом» і «Укртрансгазом» про закупівлю технічного газу в 2009 році. В цьому контракті (який є єдиним документом, який встановив ціну закупівлі «технічного газу») вказано, що ціна газу в 2009 році була навіть нижчою аніж в за 2008 році; й, таким чином, «Укртрансгаз» не поніс збитків від закупівлі «технічного газу» (а саме за ці сумнівні «збитки Укртрансгазу в 189.5 млн дол.» й судять Тимошенко).

— Звіт компанії «Ernst & Young» щодо діяльності НАК «Нафтогаз Україна» у 2009 році. Міжнародна аудиторська компанія «Ernst & Young» на замовлення Нафтогазу проводить щорічні аудити Нафтогазу — результати аудиту публікуються у відкритому доступі і призначені для того, щоб «іноземні бізнес-партнери Нафтогазу» мали об'єктивну інформацію про реальне фінансове становище Нафтогазу. Тимошенко вимагає долучити до справи цей документ — ще з весни-2011, коли була відкрита «газова справа».
На необхідності залучення до справи зазначених документів — наполягали юристи аудиторської компанії США «Covington & Burling», які провели розслідування «газової справи».
Обидва ці документа свідчать, що Нафтогаз в 2009 році не мав збитків щодо «технічного газу» при реалізації контрактів між Росією та Україною, але замість вказаних документів суд орієнтується на «Комісійну довідку з окремих питань фінансово-господарської діяльності НАК Нафтогаз за 2008—2009 рік», яку склала «група призначена прем'єром Азаровим» навесні 2011 року без залучення міжнародних аудиторів. Про відсутність збитків вказували також свідки від Нафтогазу: Ярослав Диковицький, Олег Дубина, і екс-міністр Юрій Продан.

#### Формула розрахунку ціни на газ
В російсько-українських газових угодах від 19.01.2009 була вперше зафіксована «формула розрахунку ціни на газ»  - тепер «ціна газу для України» визначалася не довільно, а прямопропорційно ціні нафти і нафтопродуктів (газойль, мазут ); причому при розрахунку «місячної ціни газу» береться «ціна нафтопродуктів, яка існувала 9 місяців тому» (котирування Platts для мазуту і газойлю - .. з дев'ятимісячним запізненням)  За аналогічним формулами розраховується  «ціна газу» для всіх іноземних партнерів Газпрому.
В період підписання зазначених угод (січень 2009 року) - існував пік «світової ціни на нафту» (квітень-серпень 2008 р); у зв'язку з чим і «базова ціна газу» була піковою (450 дол. за 1000 куб. м). Реальна ж ціна для України (з урахуванням знижки 20%) становила - «в I кварталі 2009 року ціна газу для України становила 360 дол за тисячу кубометрів, у II - 270,95 дол, в III - 198,34 дол, в IV - 208 дол. Таким чином, середньорічна ціна, виходячи з обсягів закупівлі газу, становила 228 дол за тисячу кубометрів».
Слід зазначити, що «фактична ціна закупівлі газу Україною у Росії в 2009 році» склала 232 дол. за 1000 куб. м. Уряд Тимошенко домоглися настільки низької ціни за рахунок: знижки 20%, яка була в «угодах 19.01.2009»; і за рахунок використання потужних газосховищ Нафтогазу (тобто газ закачувався в ті місяці, коли «формульна ціна» була мінімальна).

### Підозри щодо некомпетентності та залежності судді Кірєєва
«Газову справу Тимошенко» одноосібно судив молодий суддя (31 рік) Родіон Кірєєв, який мав досвід судді лише два роки — за цей час Кірєєв виніс вироки лише по шести кримінальним справам: щодо крадіжки в супермаркеті на 154 грн.; щодо п'яного побутового хуліганства; дві справи про продаж наркотиків військовослужбовцями в «Березанській колонії № 95» — підсудні отримали умовні терміни покарання; і справу про привласнення чиновником 200 тис. грн. (25 тис. дол.) — умовний термін. Лише за два місяці до початку «справи Тимошенко» Кірєєв був переведений в Печерський суд з Березанського району Київської області.
13 травня 2009 року Кірєєв був призначений суддею Березанського міського суду Київської області. А 20 квітня 2011 року, указом президента Януковича № 489 переведений на роботу до Печерського райсуду м. Києва.
Тимошенко кілька разів заявляла клопотання про відвід судді Кірєєва (ці клопотання розглядав сам Кірєєв, і відхилив їх). Тимошенко пояснювала відвід тим, що Кірєєв давав умовні терміни для осіб, які вчинили тяжкі злочини : умовне покарання для двох військовослужбовців, які продавали наркотики в «Березанській колонії № 95»; умовний термін для чиновника (начальник «Березанського комбінату комунальних підприємств») який привласнив 25 тис. дол. Тимошенко вважала, що такі сумнівні вироки (особливо щодо продажу наркотиків) призвели до того, що Кірєєв «на гачку у генпрокуратури» і буде виконувати «замовлення зверху».
6 жовтня 2011 року народний депутат Одарченко (БЮТ) заявив, що має документи про поспішне та незаконне призначений Кірєєва на посаду судді Печерського районного суду м. Києва; Одарченко подав відповідний позов в ВАСУ (Вищий адміністративний суд України), де зазначив :

— Кірєєв не здавав «кваліфікаційний іспит» (на якому Кірєєва мала атестувати колегія суддів), що дозволяє взяти участь у конкурсі на місце в Печерському районному суді м. Києва. «Вища кваліфікаційна комісія суддів» (ВККС) взагалі не оголошувала конкурс на посаду в Печерському районному суді м. Києва. В результаті в конкурсі взяв участь лише один Кірєєв. Також Кірєєв подав заяву про переведення не в ВККС, а безпосередньо президентові України.
18 жовтня 2011 року, ВАСУ повідомив Одарченко, що його позов не прийнятий до розгляду, бо термін оскарження становить лише 1 місяць з дня призначення судді. Одарченко заявив, що звертатиметься в «Європейський суд з прав людини», бо незаконне призначення Кірєєва робить нелегітимним суд над Тимошенко.
10 жовтня 2011, «Данський Гельсінський комітет з прав людини» опублікував прес-реліз, в якому заявив, що суддя Родіон Кірєєв «пропрацював на посаді судді всього два роки і не має постійного призначення», а тому є залежним й не має права судити такі важливі справи. 15 жовтня 2011 року, Венеціанська комісія оголосила висновок, що Кірєєв не мав права судити Тимошенко, оскільки мав статус «тимчасового судді», і повинен був ще 5 років працювати до статусу «постійного судді», який тільки і може судити справи такого рівня.
Юлія Тимошенко відмовилася вставати перед судом, й сказала: «Встають перед судом, а не перед фарсом».

### Перебіг подій
- 13 квітня 2011 року проти Тимошенко було порушено нову справу — за угоди з Росією щодо газу, які укладені у січні 2009 року.[78] 28 квітня Генпрокуратура повідомила про те, що не виключає можливості зміни заміни запобіжного заходу для Тимошенко із підписки про невиїзд на суворіший.
- 24 травня Тимошенко затримано в приміщенні генпрокуратури України, коли Тимошенко прийшла на допит (затримана згідно з санкцією від першого заступника генпрокурора Ріната Кузьміна). Прокуратура планувала доправити Тимошенко до Печерського районного суду м. Києва для отримання згоди на арешт.[79]. Але втрутилися посли великої сімки та Євросоюзу — усього на зустріч до генпрокурора Пшонки з'їхалося десять послів; і, в результаті, як написала Тимошенко : „в якийсь момент, «нечвоглоди» (Нечвоглод це прізвище слідчого) розплавились, як морозиво на батареї, та сором'язливо пред'явили мені постанову про звільнення. Далі вони дали спецназівцям в масках замість команди «ФАС» команду «ФУ» і випустили нас із Сергієм Власенком на волю“.[80]
- 24 червня розпочався суд у «газовій справі» [81]. 29 червня Генпрокуратура оголосила про арешт майна Тимошенко [82].
- 27 липня суддя Родіон Кірєєв відхилив клопотання прокурора про арешт Тимошенко [83].
- 5 серпня Тимошенко було заарештовано за черговим клопотанням обвинувачення. Із залу суду її відвезли на автозаку до Лук'янівського СІЗО [84]. Патріарх Філарет, разом з конфесіями греко-католиків та католиків України; а також представники української інтелігенції, політики (насамперед з БЮТ, також Віталій Кличко) звернулися в Печерський суд з письмовими заявами в яких прохали звільнити Тимошенко під їх поручительство.[85].
- 7 вересня адвокати Тимошенко заявили, що справа остаточно розвалилася. Того ж дня депутат Верховної Ради України Геннадій Москаль вніс законопроєкт про амністію Тимошенко та Юрія Луценка [86].
- 14 вересня розгляд справи було перенесено на 27 вересня за клопотанням захисту.
- З 27 по 29 вересня відбулися судові дебати. Прокуратура вимагала 7 років позбавлення волі для Тимошенко, а також великий штраф. Адвокати запропонували виправдати Тимошенко. 29 вересня в суді виступила сама Тимошенко, вона не визнала себе винною[87]. 30 вересня суд повідомив, що вирок буде винесено 11 жовтня. Згідно з анонімним джерелом у Верховній Раді Україні вирок буде обвинувальним, але при цьому в період з 6 по 20 жовтня Рада ухвалить президентський законопроєкт щодо декриміналізації економічних злочинів з наступною поправкою про декриміналізації статті Кримінального кодексу, яка ставиться в провину Тимошенко. Таким чином, після вироку Тимошенко вийде на свободу і зможе брати участь у виборах, оскільки судимість буде погашено.
- 11 жовтня 2011 року Ю. Тимошенко Печерський районний суд виніс вирок щодо Ю. Тимошенко : сім років позбавлення волі і виплата на користь компанії «Нафтогаз» 1,5 млрд. гривень (189 500 000 доларів США) збитків, які начебто нанесені цій компанії від «газових договорів 19.1.2009 року»[88][89].

### Реакція українських політиків
Щодо реакції українських політиків, то БЮТ та «об'єднана опозиція» захищали свого лідера; парламентська фракція «Партії регіонів» виступила ініціатором створення «тимчасової слідчої комісії», після доповіді якої — генпрокуратура й порушила «газову справу»; партії «необ'єднаної опозиції» критикували й Тимошенко, й Януковича.
Але з середини літа 2011 року, коли з'явилися масові негативні відгуки Заходу та Росії на «справи Тимошенко»; коли висловилися свідки у справі Тимошенко — почали змінювати й відгуки в Україні. Зокрема, в «Партії регіонів» Тимошенко критикували лише декілька депутатів «середньої ланки», а лідери партії — намагалися менше висловлюватися з цього питання (окрім, хібащо, прем'єр-міністра Азарова, який активно критикував Тимошенко). Політики «об'єднаної опозиції» заявили про повну невинуватість Тимошенко.
Після вироку Тимошенко, 11 жовтня 2011 року :
- Президент Янукович заявив (11.10.2011), що вирок Тимошенко «це прикрий випадок, який перешкоджає українській євроінтеграції».[90]
- Єфремов (лідер фракції «Партії регіонів» у Верховній Раді) заявив : «Кримінальна справа проти Тимошенко була порушена не Януковичем. Справа була відкрита РНБО у лютому 2009 року»,[91] але загальновідомо, що Тимошенко засуджена по справі, яка відкрита в квітні 2011 року.
- Екс-президент України Віктор Ющенко заявив (в інтерв'ю BBC від 11.10.2011), що Юлія Тимошенко, уклавши з Росією в 2009 році газові угоди, діяла усупереч національним інтересам : «Україна цей контракт обслуговувати не може… Якщо узяти по транзиту, ми десь не добираємо 4 мільярди доларів в рік. За газ ми щорічно переплачуємо від комерційної ринкової ціни приблизно 3,5 мільярда доларів».[92]
- Але з позицією Ющенка не погодилася навіть його власна партія «Наша Україна», яка зробила заяву, що «протиправний вирок проти Юлії Тимошенко… є актом політичних репресій».[93]
- Тарас Чорновіл (з фракції «Реформи заради майбутнього») в ефірі «Радіо Свобода» висловився, що саме Ющенко, а не Тимошенко є винним в збільшенні ціни за газ на переговорах 19.1.2009 (Чорновіл назвав Ющенка «мерзотником» та «кримінальним злочинцем») : «Він робив це в корисливих цілях, бо в його інтересах було повернути в систему РосУкрЕнерго… це є його кормушка, це є його портмоне, звідки він брав свої гроші».[94]
- На думку Тимошенко (і її соратників),[95][96] її засудили за те, що (за домовленістю з Росією) на тих переговорах був усунутий посередник у торгівлі газом — швейцарська компанія РосУкрЕнерго (з якою, на думку Тимошенко, були пов'язані президенти Ющенко та Янукович).

### Міжнародний резонанс
І судовий процес над Тимошенко, й вирок по ньому — викликали лавину відгуків провідних політиків світу. Зокрема після вироку Тимошенко, пролунали офіційні заяви усіх країн великої вісімки (окрім Японії), країн Європи та країн-сусідів України :
- У спеціальній заяві Білого дому — Адміністрація президента США Барака Обами закликає звільнити Юлію Тимошенко та інших політичних лідерів та колишніх державних посадовців України.[97]
- МЗС Росії, коментуючи вирок, заявив, що Печерський районний суд м. Києва по суті справи засудив Тимошенко „за діючі та ніким не скасовані юридично зобов'язуючі угоди між ВАТ «Газпром» і НАК «Нафтогаз Україна»“.[98] Президент Медведєв (18.10.2011) висловив побажання, «щоб вирок Тимошенко не був політичним і антиросійським».[99] Прем'єр-міністр РФ Володимир Путін вкотре повторив, що «газові договори між Україною та Росією» заключені цілком законно; Путін «не дуже розуміє», за що Тимошенко дали сім років ув'язнення.[100]
- 14 жовтня 2011, прес-секретар прем'єр-міністра Росії Дмитро Пєсков заявив: «Ми ніколи не підтримували Київ у переслідуванні Тимошенко і особливо — в прив'язці цих кримінальних справ до контрактами між Газпромом і Нафтогазом. Ми не раз давали це зрозуміти українській владі, причому по всіх каналах».[101]
- Прем'єр-міністр Великої Британії Девід Кемерон сказав щодо вироку : «Поводження з Тимошенко, з якою я кілька разів зустрічався раніше, є абсолютно ганебним».[102]
- Міністр закордонних справ Німеччини Ґідо Вестервелле у своїй заяві з приводу вироку Тимошенко наголосив, що «Сьогоднішній вирок колишньому прем'єр-міністру Юлії Тимошенко — це удар по засадах правової держави в Україні… Це рішення не може залишитися без наслідків для відносин України як з нами, так і з ЄС загалом»[103].
- Євросоюз підкреслив, що вирок Тимошенко є несправедливим,[104][105] і політично вмотивованим [106]. Аналогічні заяви зробили: Німеччина, Велика Британія, Франція, Італія, Канада, Швеція, Польща, Чехія, Угорщина …; в своїх заявах вони підкреслювали, що підписання «Угоди про асоціацію України та ЄС» (яке заплановане на грудень 2011 року) неможливе в умовах «політично вмотивованого вироку лідерові опозиції Тимошенко і судових процесів над її соратниками».[107]
- В офіційній заяві Євросоюзу (яку зробила Кетрін Ештон) сказано, що вирок Тимошенко «був винесений після судового процесу, що не відповідав міжнародним стандартам справедливого, прозорого та незалежного судочинства, до чого я неодноразово закликала у своїх попередніх заявах. На жаль це є доказом того, що правосуддя застосовується вибірково під час політично вмотивованих переслідувань лідерів опозиції та членів колишнього уряду»[108][109]. На думку Брюсселя, це «ризик, що має глибокі наслідки для двосторонніх відносин між ЄС та Україною, зокрема для укладення Угоди про асоціацію, політичного діалогу і нашого співробітництва у ширшому сенсі»[110].
- З цієї ж причини, 18 жовтня 2011, керівники ЄС (голови Єврокомісії і Європарламенту — Жозе Баррозу та Герман ван Ромпей) вирішили[111] відкласти зустріч з президентом Януковичем в Брюсселі (зустріч була запланована на 20.10.2011).
- Прес-служба Генерального секретаря ООН Пан Гі Муна повідомила[112] (12.10.2011), що він глибоко стурбований з приводу судового процесу над колишнім прем'єр-міністром України Юлією Тимошенко. Невдоволення «політично вмотивованим вироком Тимошенко» висловили представники ПАРЄ, президент Європарламенту Єжи Бузек;[112] сенатори США Джон Маккейн та Джо Ліберман;[112] Чехія заявила, що не визнає вирок.[112]
- На захист Тимошенко неодноразово висловлювався лідер «Європейської народної партії» Вільфред Мартенс (також інші політики ЄНП) та сенатор США Джон МакКейн.[26][27]
- Антикорупційна організація «Transparency international» заявила,[112] що українська влада повинна продемонструвати кримінальну суть «справи Тимошенко», якщо хоче уникнути звинувачень у політичних переслідуваннях.[112] Freedom House заявила,[112] що вирок Тимошенко означає кінець «відкритої» політики в Україні.[112] Аналогічну думку було заявлено правозахисними організаціями Amnesty International та Human Rights Watch[104][113].
- 9 червня 2011 «Європейський парламент» прийняв вельми важливу резолюцію щодо України «Справи Юлії Тимошенко та інших членів колишнього уряду» (попередня резолюція щодо України була прийнята восени 2010 року, й також стосувалася переслідування «команди Тимошенко»).[114] Вже 27 жовтня 2011 року Європарламент приймає третю за рік резолюцію щодо України : «Резолюція щодо поточної ситуації в Україні» («за» п'ять фракцій з шести; зокрема «за» фракція соціалістів, яка не голосувала за резолюцію від 9.6.2011), ця резолюція знову повністю присвячена звільненню Тимошенко (прізвище «Тимошенко» згадується в резолюції 10 разів, в шести пунктах). Цього разу Європарламент без натяків, абсолютно чітко наголосив, що без звільнення Тимошенко з в'язниці і надання їй права брати участь у майбутніх виборах — не може бути мови про інтеграцію України в Євросоюз.[115]

Відомий політик Олег Рибачук підсумував реакцію світу на «вирок Тимошенко» в статті «Довіри до Януковича вже не буде», мовляв, «Навіть якщо звільнити всіх опозиціонерів і повністю забезпечити вільні медіа та вільні вибори, довіри (Заходу) до Януковича вже не буде».

### Апеляція
1 грудня 2011 Апеляційний суд міста Києва почав розгляд апеляції по «газовій справі Тимошенко». Тимошенко не була присутня на суді через хворобу. Після суду суддю Олену Ситайло забрала карета швидкої допомоги.

## Старі справи: по «боргам ЄЕСУ-1997» та «Криворіжсталі»
1) 6 липня 2011 СБУ Порушено кримінальну справу (ч. 2 ст. 15, ч. 5 ст. 191 КК України) за фактом замаху на розтрату коштів державного бюджету України в 1997 році в особливо великих розмірах на загальну суму 405 млн дол. — службовими особами «Кабінету міністрів України-1997» та корпорації ЄЕСУ. У «постанові про порушення цієї справи» не згадується Тимошенко, але справу направлено проти її колишньої компанії ЄЕСУ.
Тимошенко заявила з приводу цієї справи:

— У України немає фінансових зобов'язань перед РФ по боргах корпорації ЄЕСУ, «15 років жоден борг не може тривати. І, крім того, безумовно, в таких сумах, як заявлено — і близько такого боргу не було». Також Тимошенко нагадала, що з цих питань були виграні справи у всіх судах, в тому числі у Верховному Суді України.
2) 9 липня 2011 Київський апеляційний адміністративний суд відновив кримінальну справу проти Тимошенко за позовом колишньої голови «Фонду державного майна України» (ФДМ) Семенюк-Самсоненко.. Цей позов Семенюк-Самсоненко подавала ще в квітні-2010, повторно подавала восени-2010, але Київський апеляційний адміністративний суд відмовляв у порушенні кримінальної справи. Семенюк-Самсоненко оскаржує законність дій прем'єр-міністра Тимошенко щодо її наказу підлеглим про підписання «Додаткової угоди» до „Договору купівлі-продажу підприємства «Криворіжсталь»“ (ця «Додаткова угода» була оформлена у 2008 році).
Тимошенко заявила, що ці справи з'явилися тому, що «три попередніх кримінальних справи: про кіотські гроші, про медичні машини, та щодо газових справ — просто розвалилися».

### Справа ЄЕСУ в Росії (поставка будматеріалів в 1997 році) проти Тимошенко
12 жовтня 2011 року, СБУ відкрила кримінальну справу стосовно «ЄЕСУ та Міноборони Росії» вже особисто проти Тимошенко, а не «за фактом злочину» (як 6.7.2011) — див. повний текст «Постанови про притягнення до відповідальності».

### Суд над Тимошенко в медсанчастині СІЗО
8 грудня Тимошенко судили в приміщенні медсанчастини СІЗО протягом 12 годин (у «справі ЄЕСУ 1996 року»), під час суду вона лежала в ліжку, їй кололи знеболювальне. Посли США, ЄС і «посли 24 країн ЄС» організували зустріч з омбудсменом Карпачовою, де висловилися, що даний суд «не відповідає міжнародним нормам судочинства».

## Перебування Тимошенко у в'язниці, 2011 рік

### Різке погіршення здоров'я Тимошенко в СІЗО
До арешту (5.8.2011) Тимошенко відрізнялася завидною працездатністю і фізичною формою. Наприклад, в травні 2011 папараці опублікували репортаж, як Тимошенко бігає крос в неділю — 10 км (три кола навколо гаю у своєму дачному селищі).
Однак, починаючи з першого тижня після арешту — вже 15.8.2011 адвокати Тимошенко заявили про появу на тілі Тимошенко синців, і зажадали у суді допуску до Тимошенко особистого лікаря, який взяв би кров для аналізу. 22.8.2011 депутати від БЮТ (Бригинець і Павловський) заявили, що на думку медиків, зазначені синці є наслідком отруєння Тимошенко у в'язниці. 25 серпня Тимошенко повторно подала до суду клопотання: «Я вас прошу, щоб моя медсестра взяла у мене аналіз крові… щоб провести експертизу у своїй лабораторії».
Соратники Тимошенко вважають, що хвороба Тимошенко у в'язниці — результат її отруєння. Тому тема «аналізу крові» є головною вимогою Тимошенко до влади: 

— Омбудсмен Ніна Карпачова (колишня регіоналка), побувавши у Тимошенко, сказала, що стан Тимошенко дуже важкий і що «Тимошенко вимагає, вимагає і благає — взяти у неї аналіз крові».

— На з'їзді ЄНП (6-8.12.2011) у Марселі була прийнята резолюція щодо України з вимогою: допустити до Тимошенко «комісію лікарів Євросоюзу», зокрема для взяття аналізу крові.

— Донька Тимошенко (Євгенія) на з'їзді ЄНП (6.12.2011) сказала, що влада вже більше 4 місяців відмовляють Тимошенко в аналізі крові, «Боюся, що ці тортури будуть продовжуватися, поки маму не вб'ють». Після виступу Євгенії — зал аплодував стоячи.
Здоров'я Тимошенко почало погіршуватися у вересні-жовтні 2011 року: у вересні вона важко перехворіла на ангіну. З кінця жовтня Тимошенко вже не могла ходити через болі (коментатори вказують, що подібні «нелюдські болі хребта» були у Ющенко в перші тижні його отруєння в 2004 році). 23 листопада 2011 Тимошенко нарешті обстежили в «Київської обласної клінічної лікарні» — магнітно-резонанскная томографія (МРТ) виявила у Тимошенко «міжхребцеву грижу». Медпрацівниця лікарні розповіла: «Вона була така змучена, ми ледь впізнали її — навіть страшно дивитися. Ми досі плачемо, коли згадуємо. Вона не могла йти. Два конвоїра схопили її (під руки) і поволокли».
На зустрічі з президентом Комаровським (28.11.2011) президент Янукович запевнив, що «Тимошенко будуть лікувати на рівні європейських стандартів» і пообіцяв внести зміни до «Кримінально-процесуального кодексу України» (мається на увазі декриміналізація статті, за якою засуджено Тимошенко). Однак адвокат Власенко заявив (29.11.2011), що Тимошенко не надають медичної допомоги; в неї з'явилися нові симптоми: «запаморочення, у неї йде кров з носа, у неї німіє ліва рука»; Власенко додав: «жива Тимошенко Януковичу не потрібна». Нарешті 30.11.2011 Тимошенко перевели з камери в медсанчастину СІЗО.

### Політичний резонанс щодо «хвороби Тимошенко»
6-8 грудня 2011 депутати БЮТ заблокували роботу парламенту України (парламент не працював три дні) з вимогою звільнити Тимошенко, над кріслом спікера вони повісили транспарант «Янукович, не вбивай Юлю».
27 листопада 2011, в день народження Тимошенко — у Володимирському соборі Києва, і у всіх церквах Київського патріархату, в храмах греко-католиків і католиків України, пройшли молебни за здоров'я Юлії Тимошенко. На площі перед Лук'янівським СІЗО відбувся святковий концерт популярних українських артистів, на мітинг прийшли п'ять тисяч прихильників Тимошенко.
Всі події навколо Тимошенко — мають великий резонанс в політиці України і Євросоюзу. За соціологічними опитуваннями, на початок грудня 2011 «політична сила Тимошенко» вперше обігнала за рейтингом (правда, всього лише на 1%) «Партію регіонів» Януковича.
Європейський парламент (1.12.2011) і з'їзд Європейської народної партії (7.12.2011) — прийняли резолюції щодо України, в яких сказано, що «умовою асоціації Євросоюзу і України» є: звільнення Тимошенко та надання їй можливості участі в майбутніх виборах. На з'їзді лідер партії Вільфред Мартенс сказав: «Угода з України (про асоціацію та вільну торгівлю) не може бути підписана, імплементовано або ратифікована, поки не буде… звільнення Юлії Тимошенко та інших політичних в'язнів».
Прем'єр-міністр Канади звернувся в БЮТ з пропозицією: надати для Тимошенко «найкращих лікарів Канади»; з аналогічною пропозицією звернувся «комітет Євросоюзу з питань попередження катувань».
Політики відзначають, що ці події роблять все менш ймовірним підписання (яке намічено на 19.12.2011) «договору про асоціацію та вільну торгівлю між Україною та Євросоюзом».

## Справа Щербаня. 2012–2013 роки

### Звинувачення Тимошенко
Восени 2012 року генпрокуратура України відкрила справу про вбивство донецького олігарха Євгена Щербаня в 1996 році. Перший заступник генпрокурора Ренат Кузьмін, генпрокурор Пшонка, президент Янукович — прямо заявили, що Лазаренко замовив вбивство Щербаня, а Тимошенко, мовляв, перерахувала гроші за вбивство. Ці заяви порушили презумпцію невинуватості, бо без суду визначили Тимошенко винною у злочині, покарання за який передбачає термін аж до довічного ув´язнення.
18 січня 2013 року, слідчий генпрокуратури вручив Ю. Тимошенко офіційне звинувачення по справі Щербаня. 23.1.2013 генпрокурор Пшонка вкотре заявив (цього разу на брифінгу в Німеччині), що ще в 2001 році радник Лазаренка, Кириченко «здав Лазаренка та Тимошенко».